# Sci nautico ai XVI Giochi panamericani
Lo sci nautico ai XVI Giochi panamericani si è svolto alla Pista de Esquí Acuático Boca Laguna di Guadalajara, in Messico, dal 20 al 23 ottobre 2011. In programma nove podi, di cui cinque in ambito maschile e quattro in ambito femminile (solo maschile la specialità del wakeboard). Gli Stati Uniti sono stati i grandi dominatori della competizione, con sette medaglie totali di cui sei d'oro e una di bronzo. Nazione più medagliata è stata il Canada con 10 metalli di cui uno solo d'oro.

## Calendario
Tutti gli orari secondo il Central Standard Time (UTC-6).
| Giorno    | Data           | Inizio | Fine  | Evento                   | Fase       |
| --------- | -------------- | ------ | ----- | ------------------------ | ---------- |
| Giorno 7  | Gio 20 ottobre | 9:00   | 14:40 | Wakeboard; Figure U/D    | Semifinali |
| Giorno 8  | Ven 21 ottobre | 9:00   | 16:00 | Slalom/Salto U/D         | Semifinali |
| Giorno 9  | Sab 22 ottobre | 9:00   | 15:08 | Wakeboard & Generale U/D | Finali     |
| Giorno 10 | Dom 23 ottobre | 9:00   | 14:28 | Salto/Slalom/Figure U/D  | Finali     |

## Risultati

### Uomini
| Evento    | Oro                  | Argento          | Bronzo          |
| Figure    | Javier Julio         | Jason McClintock | Felipe Miranda  |
| Slalom    | Jonathan Travers     | Jason McClintock | Carlos Lamadrid |
| Salto     | Frederick Krueger IV | Rodrigo Miranda  | Felipe Miranda  |
| Generale  | Javier Julio         | Felipe Miranda   | Rodrigo Miranda |
| Wakeboard | Andrew Adkison       | Aaron Rathy      | Marcelo Giardi  |

### Donne
| Evento   | Oro                | Argento            | Bronzo         |
| Figure   | Whitney McClintock | Maria Linares      | Regina Jaquess |
| Slalom   | Regina Jaquess     | Whitney McClintock | Karen Stevens  |
| Salto    | Regina Jaquess     | Whitney McClintock | Karen Stevens  |
| Generale | Regina Jaquess     | Whitney McClintock | Karen Stevens  |

## Medagliere
| Posizione | Nazione     | Oro | Argento | Bronzo | Totale |
| --------- | ----------- | --- | ------- | ------ | ------ |
| 1         | Stati Uniti | 6   | 0       | 1      | 7      |
| 2         | Argentina   | 2   | 0       | 0      | 2      |
| 3         | Canada      | 1   | 6       | 3      | 10     |
| 4         | Cile        | 0   | 2       | 3      | 5      |
| 5         | Colombia    | 0   | 1       | 0      | 1      |
| 6         | Brasile     | 0   | 0       | 1      | 1      |
| 6         | Messico     | 0   | 0       | 1      | 1      |
| Totale    | Totale      | 9   | 9       | 9      | 27     |